# 光茎蓝钟花
光茎蓝钟花（学名：Cyananthus hookeri var. levicaulis）为桔梗科蓝钟花属下的一个变种。

## 扩展阅读
- 維基物種上的相關：光茎蓝钟花